# فريديريك باتويلارد
فريديريك باتويلارد (13 يناير 1974 في فينيسو) (بالفرنسية: Frédéric Patouillard)‏ لاعب كرة قدم فرنسي معتزل كان يجيد اللعب في خط الدفاع .

## وصلات خارجية
- فريديريك باتويلارد على موقع قاعدة بيانات كرة القدم.إي يو (الإنجليزية)
- فريديريك باتويلارد على موقع عالم كرة القدم.نت (الإنجليزية)